# Casa de Detenção José Mário Alves da Silva
A Casa de Detenção José Mário Alves da Silva, mais conhecida como Urso Branco, é um presídio da cidade brasileira de Porto Velho, Rondônia.
Sua capacidade inicial era para 360 (trezentos e sessenta) presos, divididos em seis alas, cada uma delas com 10  celas, totalizando sessenta celas, cada uma com capacidade para seis reclusos, destacando que, logo de início, a Casa de Detenção já foi desvirtuada, abrigando ao mesmo tempo presos provisórios, condenados primários e reincidentes.
Em 2006, a Casa de Detenção foi ampliada, sendo construída uma nova ala, com quatro blocos isolados, cada um deles com quatro celas, com capacidade para seis presos, totalizando 96 novas vagas, elevando a capacidade máxima da unidade para 456 (quatrocentos e cinqüenta e seis) presos.
Atualmente o Urso Branco é um presídio controlado, inexistindo mortes ou fugas por mais de dois anos. Hoje, lá se abriga uma população carcerária de, aproximadamente, 672 presos, embora, há pouco tempo, antes de sua interdição parcial pelo Juízo da Vara de Execuções Penais, em 19 de dezembro de 2008, se recolhiam naquele local mais de 1300 presos, constituindo-se, à época, no maior presídio da Região Norte do país.
A unidade, atualmente, funciona com aproximadamente 25 agentes por plantão, o que representa a proporção de 1 agente para cada 26 presos. O banho de sol, após exaustiva atuação do Departamento Penitenciário Nacional, vinculado ao Ministério da Justiça, passou, finalmente, a ser diário, com duração de aproximadamente 2 horas, e as visitas, semanais, conforme determina a LEP.

## História
Desde 2001, as pessoas presas nessa penitenciária sofrem severos abusos, com episódios de fome e morte pelos próprios presos e pela polícia, tendo sido executados violentamente desde então pelo menos cem internos. O caso de reiterados desrespeitos aos direitos humanos foi objeto de julgamento pela Corte Interamericana de Direitos Humanos, com sanções impostas ao Brasil e acompanhamento das medidas pertinentes adotadas pelo país.
As medidas ordenadas em 2002 pela Corte Interamericana de Direitos Humanos foram suspensas em 26 de agosto de 2011, após o cumprimento da sentença pelo Brasil. Um dos pontos foi a apuração, julgamento e condenação de 17 responsáveis pela chacina ocorrida na penintenciária.